# Rudolf Ardelt
Rudolf Ardelt (* 29. Juli 1912 in Linz, Oberösterreich; † 27. Februar 1987) war ein österreichischer Historiker und Gymnasialprofessor.

## Leben
Ardelt studierte von 1932 bis 1936 Theologie an der Hauslehranstalt des Stiftes St. Florian, wo sein Interesse für Geschichte und Archivwesen geweckt wurde. Ab März 1936 studierte Ardelt Geschichte, Kunstgeschichte und Germanistik an der Universität Wien, wo er 1939 promovierte. 1953 bis 1972 unterrichtete er am Akademischen Gymnasium in Linz. Daneben widmete er sich immer wieder der Arbeit in Bibliotheken und Archiven. Als Ergebnis dieser Beschäftigung dürfen vor allem neun Bände der Linzer Regesten sowie die Archivalien und Chroniken der Kapuziner, Ursulinen, Karmeliten, Elisabethinen und Barmherzigen Brüder in Linz genannt werden.

## Schriften
Ausgewählte Veröffentlichungen:
- Rudolf Ardelt: Die historische und verfassungsrechtliche Stellung des Klosters Garsten im hohen Mittelalter. Dissertation, Wien 1939.
- Rudolf Ardelt: Die Gründung des Karmelitenklosters. In: Jahrbuch der Stadt Linz. 1955, S. 393–404 (ooegeschichte.at [PDF]).
- Rudolf Ardelt: Beitrag zur Geschichte der Grafen und Freiherren von Lasberg. In: Jahrbuch des Oberösterreichischen Musealvereines. Jahrgang 107, Linz 1962, S. 290–321 (zobodat.at [PDF]).
- Rudolf Ardelt: Johann Pauckner, Bauernmöbeltischler zu Reichenau i. M. In: Jahrbuch des Oberösterreichischen Musealvereines. Jahrgang 123, Linz 1978, S. 195–208 (zobodat.at [PDF]).
- Rudolf Ardelt: Beitrag zur Geschichte des Stiftsarchivs Garsten. In: Jahrbuch des Oberösterreichischen Musealvereines. Jahrgang 125, Linz 1980, S. 109–118 (zobodat.at [PDF]).
- Rudolf Ardelt: Klostergründungen in Oberösterreich von 1600 bis 1780/90 und ihr Beitrag zur katholischen Erneuerung. In: Neues Archiv für die Geschichte der Diözese Linz. Linz 1984, S. 92–126 (ooegeschichte.at [PDF]).